# Alveolitis
El término alveolitis puede referirse a dos condiciones inflamatorias, una inflamación del alvéolo pulmonar o bien a una inflamación del alvéolo dentario.

## Pulmón
En la alveolitis alérgica extrínseca, la inflamación resulta de la inhalación repetitiva de polvo orgánico, por lo general en un ambiente ocupacional específico. En la manifestación aguda de la enfermedad, los síntomas respiratorios y fiebre comienzan unas 18 horas después de haber sido expuesta la persona al irritante. En la forma crónica, el tejido del pulmón sufre cambios graduales que puede producir a lo largo del tiempo a una Enfermedad pulmonar intersticial.

## Odontología
La alveolitis dentaria, alveolalgia u osteitis alveolar (entre otros sinónimos) es la infección más frecuente asociada a una extracción dentaria, especialmente en los molares. Aunque la etiología no es bien conocida, se considera un trastorno multifactorial, incluyendo una mala higiene bucal, consumo de alcohol y la nicotina.
Se puede diferenciar en:
Alveolitis húmeda o supurada: Donde hay una infección del coágulo y del alvéolo. Alvéolo sangrante con abundante exudado. Etiología: Reacciones a cuerpo extraño en el interior del alvéolo  (esquirlas óseas, restos dentarios, obturaciones, etc.)
Alveolitis seca o Dry Socket: No purulenta. Dolor importante e irradiado (mayor que en la alveolitis húmeda). Hay ausencia de los signos de Celso.

## Tratamiento
A través de la curación del proceso y alivio del dolor. Existen dos tipos de tratamiento:

### Tratamiento local
(para acelerar al máximo la regeneración ósea).
1) Limpieza con irrigaciones de suero fisiológico estéril.
2) Curetaje suave para retirar restos necróticos que pudieran haber quedado.
3) Colocación de gasa yodoformada envaselinada.
4) Se tapa con una torunda de algodón embebida en eugenol
5) Se deja 24 h y se la cambia por una nueva.
6) A las 48 h se saca la torunda.

### Tratamiento sistémico
1) Analgésicos, anti-inflamatórios.
2) Antibióticos: No son necesarios en sí para la curación de la alveolitis seca. Se indica para evitar un posible infección del alvéolo.

### Evolución
La situación se debería normalizar entre los 7 y los 10 días, en caso contrario evaluar osteomielitis.